# Władysław Syrokomla

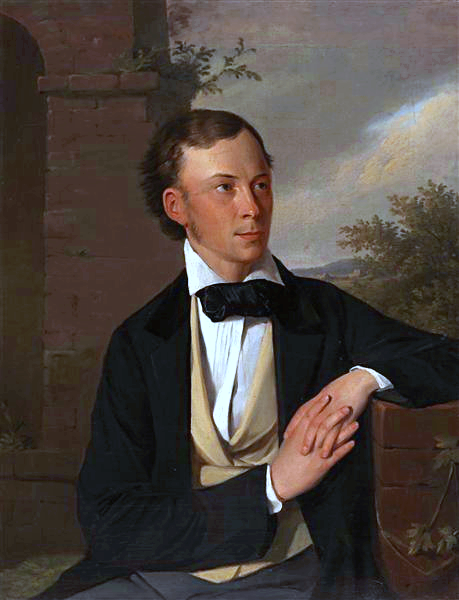
Władysław Syrokomla

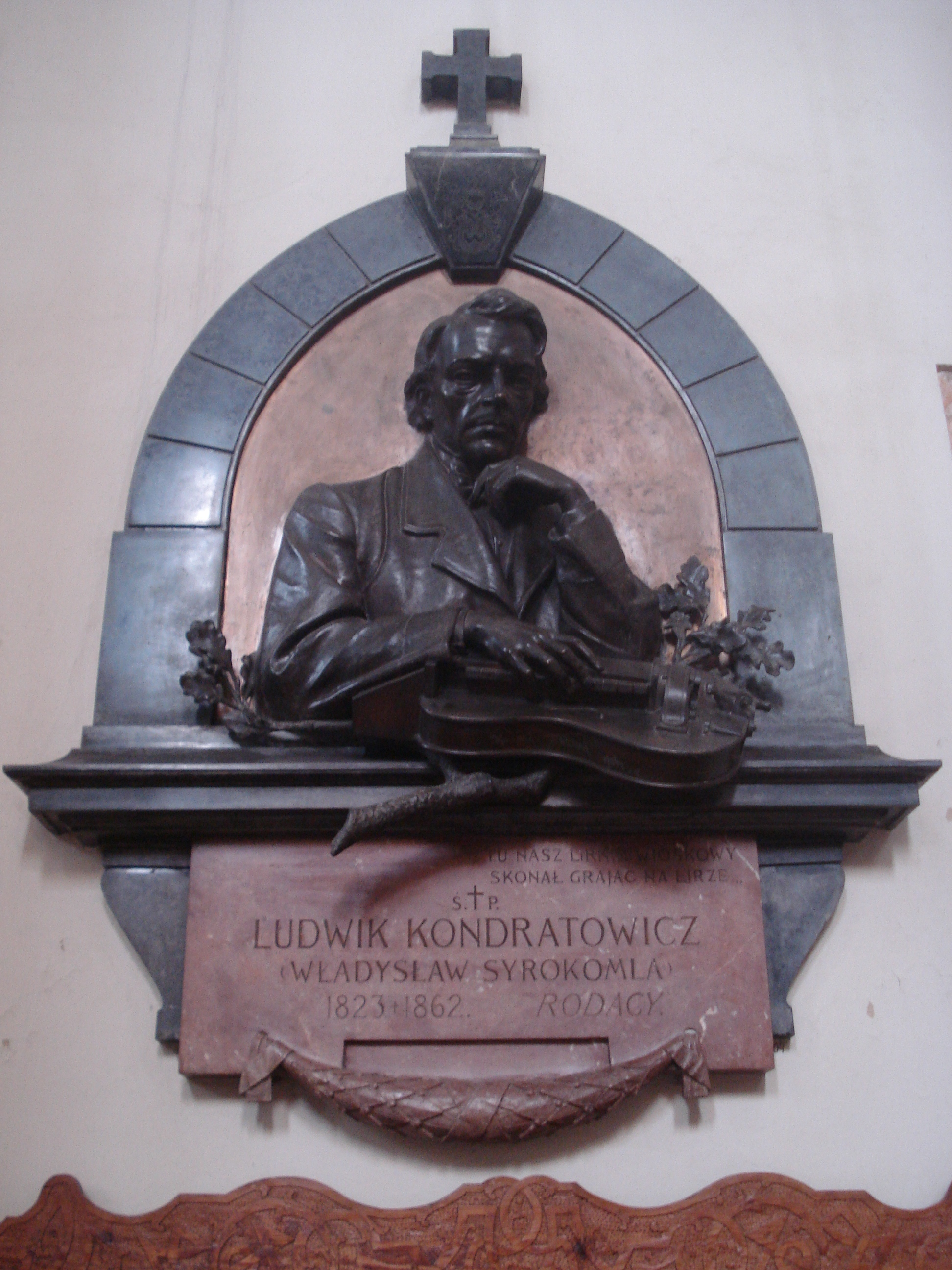
Epitaph (Pius Weloński) für Władysław Syrokomla in der Johanneskirche in Willna

Władysław Syrokomla, eigentlich Ludwik Władysław Franciszek Kondratowicz (* 29. September 1823 in Smolgawo im heutigen Belarus; † 15. September 1862 in Borejkowszczyzna bei Wilna im heutigen Litauen) war ein litauisch-polnischer Adeliger, bedeutender Übersetzer und Dichter polnischer Sprache im russischen Reich.

## Leben
Er wurde in einem kleinen Dorf südlich von Minsk im heutigen Belarus in eine verarmte Adelsfamilie der polnischen Szlachta hineingeboren. Seine Eltern waren Alexander Kajetan Kondratowicz und Viktoria (geborene Złotkowska). Zwischen 1833 and 1837 besuchte er angesehene Schulen in Njaswisch und Nawahradak, musste aber seine Studien aus finanziellen Problemen abbrechen. Stattdessen nahm er eine Stelle als Angestellter in der fürstlich Radziwiłłschen Grundverwaltung an. Am  16. April 1844 heiratete er in Njaswisch Paulina Mitraszewska, mit welcher er vier Kinder hatte. Im gleichen Jahr pachtete er das Gut Załucze am Niemen (Memel), wo er mit seiner Familie bis 1853 lebte. In diesem Jahr wechselte er als Pächter auf das nahe der heutigen litauischen Hauptstadt Wilna gelegene Gut Borejkowszczyzna. Gleichzeitig begann er für die größte polnischsprachige Zeitung der Stadt, dem Wilnaer Kurier zu schreiben. Hier setzte er sich für die Bauernbefreiung im russischen Großreich und die Loslösung der polnisch-litauischen Gebiete aus dem Zarenreich ein. Seine Teilnahme an anti-russischen Demonstrationen im Jahr 1861 führte zur Verhaftung durch die Ochrana, die russische Geheimpolizei. Er wurde zu Hausarrest auf seinem Gut Borejkowszczyzna verurteilt, wo er im September dieses Jahres verstarb. Er wurde auf dem Rasu-Friedhof in Willna begraben.

## Werk
Kondratowicz war ein Dichter vom Feuer echter Begeisterung und tiefem, aufrichtigem Gefühl erfüllt, zugleich von einer ungewöhnlichen Einfachheit im Ausdruck. Unter seinen zahlreichen, im Volkston gehaltenen poetischen Erzählungen (Gawędy) sind hervorzuheben: »Urodzony Jan Dęboróg« (»Der wohlgeborene Johann Dęboróg«, 1854), »Janko Cmentarnik« (1856), »Nocleg hetmański« (»Das Nachtlager des Hetmans«, 1857), und »Zgon Acerna« (1856) auf den Tod Sebastian Fabian Klonowic', dessen trübe Lebensschicksale ein Spiegelbild des seinigen bildeten. Weniger erfolgreich versuchte er sich auf dramatischem Gebiet (»Kasper Karliński« u. a.). Kondratowicz lieferte auch eine Geschichte der polnischen Literatur (»Dzieje literatury w Polsce« 2. Ausgabe. Warschau 1875, 3 Bände.) sowie eine treffliche metrische Übersetzung der polnisch-lateinischen Dichter Janicki, Sarbiewski, Szymonowicz, Klonowicz u. a. (Wilna 1852, 6 Bändchen.). Eine Gesamtausgabe seiner Dichtungen erschien in 10 Bänden (Warschau 1872). Seine Biographie schrieb I. I. Kraszewski (Warschau 1863). Sein originäres Werk wird überragt von seinen Übersetzungen aus dem Lateinischen, Französischen, Deutschen, Russischen und Ukrainischen, darunter Werke von Béranger, Goethe, Heine, Lermontow, Nekrassow und Schewtschenko.
Dieser Artikel basiert auf einem gemeinfreien Text aus Meyers Konversations-Lexikon, 4. Auflage von 1888 bis 1890.